# 長野県道70号長野信州新線

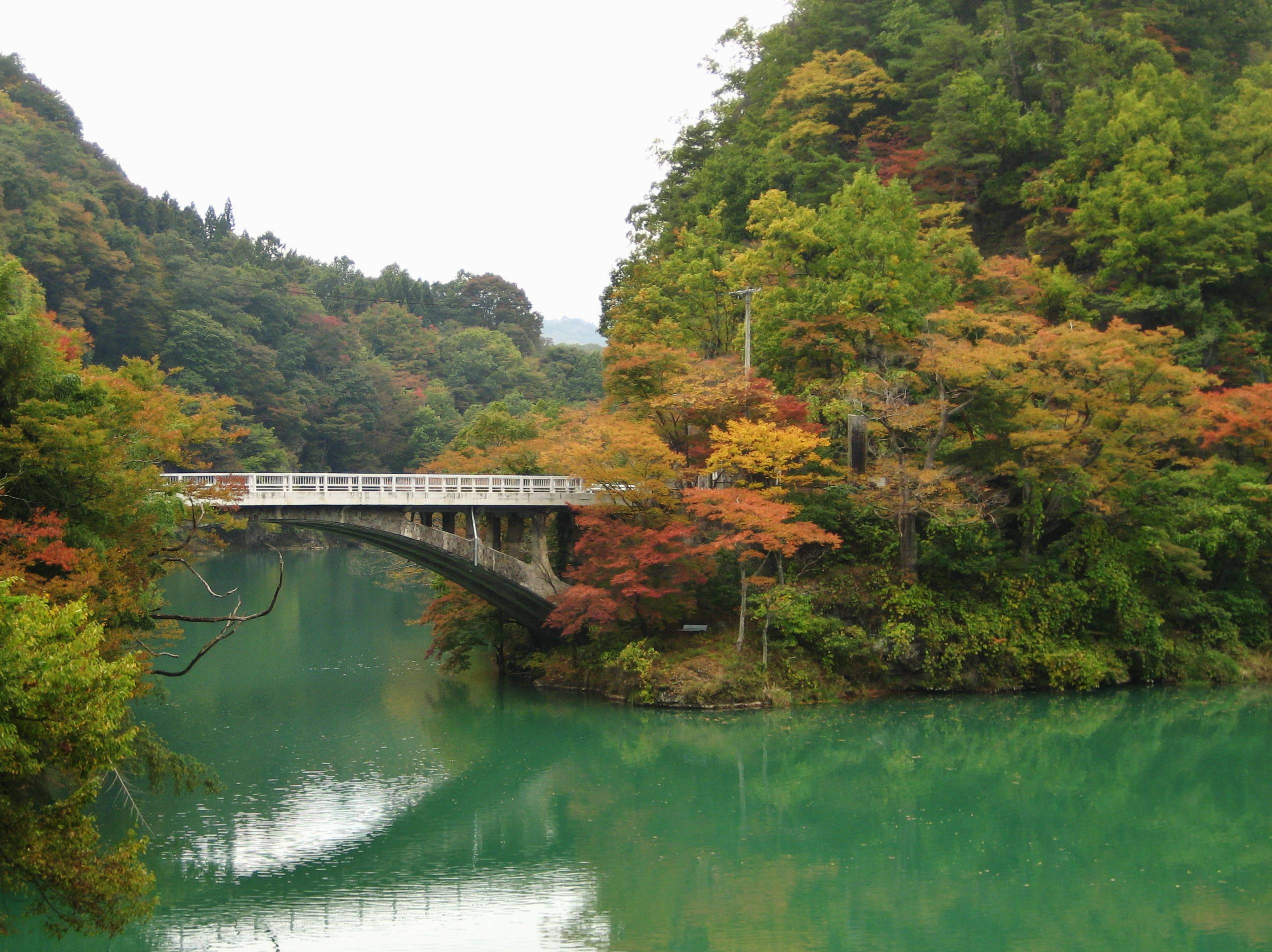
犀川（水内ダム）に架かる久米路橋（長野市信更町吉原 - 長野市信州新町水内）

長野県道70号長野信州新線（ながのけんどう70ごう ながのしんしゅうしんせん）は、長野県長野市篠ノ井御幣川と長野市信州新町水内の国道19号交点を結ぶ県道（主要地方道）である。

## 概要

### 路線データ
- 起点：長野県長野市篠ノ井御幣川（御幣川交差点、長野県道77号長野上田線交点）
- 終点：長野県長野市信州新町水内（国道19号交点）

## 歴史
- 1982年（昭和57年）4月1日：建設省から清野篠ノ井停車場線の一部、篠ノ井信州新線を主要地方道長野信州新線へ指定[1]。
- 1982年（昭和57年）9月13日：長野信州新線を認定。
- 1993年（平成5年）5月11日 - 建設省から、県道長野信州新線が長野信州新線として主要地方道に再指定される[2]。

## 路線状況

### 重複区間
- 長野県道387号清野篠ノ井停車場線（長野市篠ノ井御幣川・御幣川交差点 - 長野市篠ノ井御幣川・御幣川五差路交差点）
- 長野県道395号川口田野口篠ノ井線（長野市篠ノ井塩崎）
- 長野県道395号川口田野口篠ノ井線（長野市信更町赤田 - 長野市信更町氷ノ田）

## 地理

### 通過する自治体
- 長野市

### 交差する道路
- 長野県道77号長野上田線・長野県道387号清野篠ノ井停車場線（[長野市篠ノ井御幣川・御幣川交差点、起点）
- 長野県道387号清野篠ノ井停車場線（長野市篠ノ井御幣川・御幣川五差路交差点）
- 長野県道395号川口田野口篠ノ井線（長野市篠ノ井塩崎）
- 長野県道395号川口田野口篠ノ井線（長野市篠ノ井塩崎）
- 長野県道395号川口田野口篠ノ井線（長野市信更町赤田）
- 長野県道395号川口田野口篠ノ井線（長野市信更町氷ノ田）
- 国道19号（長野市信州新町水内、終点）